# Aydın Polatçı
Aydın Polatçı (n. 15 mai 1977, Istanbul, Turcia) este un luptător ce a reprezentat Turcia, medaliat olimpic. A participat la 3 ediții ale Jocurilor Olimpice (2000, 2004, 2008) în care a câștigat o medalie de bronz.